# バスケットボールチェコ代表
バスケットボールチェコ代表（Czech national basketball team）は、チェコバスケットボール連盟により国際大会に派遣されるチェコのバスケットボールナショナルチームである。
本項では1992年までのチェコスロバキアも一緒に扱う。

## 歴史
チェコスロバキア時代
チェコスロバキアは国際バスケットボール連盟（FIBA）原加盟国の一つであり、初めてバスケットボールが採用された1936年ベルリンオリンピックにも参加。1946年には欧州選手権で優勝を果たす。チェコスロバキア末期は1982年世界選手権出場を最後に、低迷しオリンピックおよび世界選手権出場権を逃し続けていた。
現在（チェコ）
1993年にチェコスロバキアが解体し、チェコ共和国が成立してからもしばらくはオリンピックやワールドカップへの出場はなく、欧州選手権でも低迷していたが、2019年ワールドカップに久々の出場を果たす。初戦のアメリカ戦は敗れたが、日本相手に89-76のスコアで勝利し、続くトルコ戦も91-76で勝利し二次ラウンドへ進出。二次ラウンドではブラジル相手に勝利を収め決勝ラウンドへ進出した。
2021年は、オリンピック予選の決勝トーナメントでカナダとギリシャを破り、東京オリンピック出場権を獲得した。本大会ではイランに勝利したが、アメリカとフランスに敗れ1勝2敗で予選リーグで敗退した。

## 過去の成績

### オリンピックの成績
- 1936年 － 9-14位
- 1948年 － 7位
- 1952年 － 9-16位
- 1960年 － 5位
- 1972年 － 8位
- 1976年 － 6位
- 1980年 － 9位
- 2021年 － 9位

### W杯の成績
- 1970年 － 6位
- 1974年 － 10位
- 1978年 － 9位
- 1982年 － 10位
- 2019年 － 6位

### 欧州選手権の成績
- 優勝（1946年）

## 主な歴代選手
- トマシュ・サトランスキー

- ヤン・ヴェセリー
- パトリック・アウダ
- イジー・ウェルシュ
- ヴィト・クレイチ
- オンドレイ・バルヴィン(英語版)
- ヤロミール・ボハチク
- ブレイク・シルブ
- ダビト・イエリネク
- ヴォチェフ・フルバン
- ルカシュ・パリザ
- ヤクブ・シリナ
- トマーシュ・ビヨラル
- オンドレイ・セフナル
- マルティン・クルジージ
- トマシュ・キズリンク
- マルティン・ペテルカ

## 歴代ヘッドコーチ
- ロネン・ギンズブルク（2013-2023）
- ディエゴ・オカンポ (2023-)